# Гимринская башня
Гимринская башня (авар. Генуб си) — оборонительная башня в селе Гимры, Унцукульского района Республики Дагестан. Сооружена в XIX веке. Один из образцов оборонительных сооружений горцев Дагестана, строившийся для обороны от напавшего врага.

## В истории Кавказской войны
Башня была построена для обороны аула Гимры первым имамом Дагестана Гази-Мухаммадом и его мюридами, в числе которых был и Шамиль, после поражения под Хунзахом в 1830 г.
Спустя два года после постройки 10 октября 1832 года войска барона Г. В. Розена подступили к аулу Гимры.

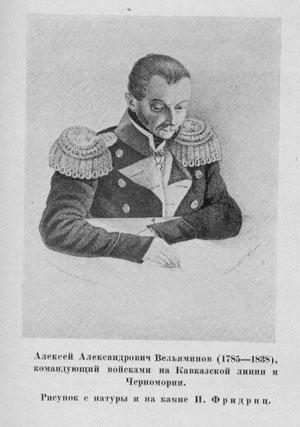
Вельяминов А. А.

По замыслу Вельяминова 4 батальона пехоты и 300 грузин с двумя орудиями должны были, пройдя по склону горы слева, спуститься в тыл защитникам первой стены. После этого два батальона с 2 орудиями должны были атаковать первую стену спереди. Но этот план не сработал: нападающие были отбиты, потеряв значительное число убитыми и раненными.
Тогда Вельяминов с подкреплением сам пришел на помощь отряду, посланному в обход стены. После непродолжительного боя русский отряд завладел склоном горы. В это время другая часть отряда пошла на штурм первой стены спереди. Защитники первой стены, опасаясь быть окруженными, отступили, рассчитывая закрепиться за второй стеной. Но им не удалось это сделать. Вторая стена была взята тем же способом.
После того, как нападающие овладели второй стеной, они соединились и заняли третью стену без сопротивления. Основная часть защитников рассеялась по склону горы в сторону Гимры. Но были и те, кто заняв завалы, устроенные из камней, продолжали сопротивление. Батальон 41-го Егерского полка попал на такое место, откуда горцы не имели возможности отступить. В этом месте горцы дрались с ожесточением и были истреблены до последнего.
Сражение в этот день закончилось, когда уже стемнело. Наступившая ночь не позволила русским войскам войти в Гимры в тот же день. Основная часть отряда Вельяминова расположилась на ночлег между третьей стеной и селом. Наутро русские заняли Гимры без сопротивления.

### Смерть Гази-Мухаммада
За первой стеной находились две башни с бойницами. После того, как русские войска овладели первой стеной, в башнях осталось несколько человек, которые оказались окружены. Они стали отстреливаться. Тогда Вельяминов приказал стрелять по башням из пушки. Действие артиллерии вынудило некоторых горцев, укрывшихся в башне, выйти из неё. Русские солдаты, окружив башню, кололи штыками выбегавших из башни. Так был убит предводитель горцев — Гази-Мухаммад. Другие защитники, несмотря на обвалившиеся стены, продолжали отстреливаться, но вскоре были перебиты.
Лишь на следующий день стало известно о том, что среди убитых защитников башни был Гази-Мухаммад.
Согласно преданию, тело Гази-Мухаммада приняло положение молящегося: одна рука держалась за бороду, вторая — указывала в небо.

### Прорыв Шамиля

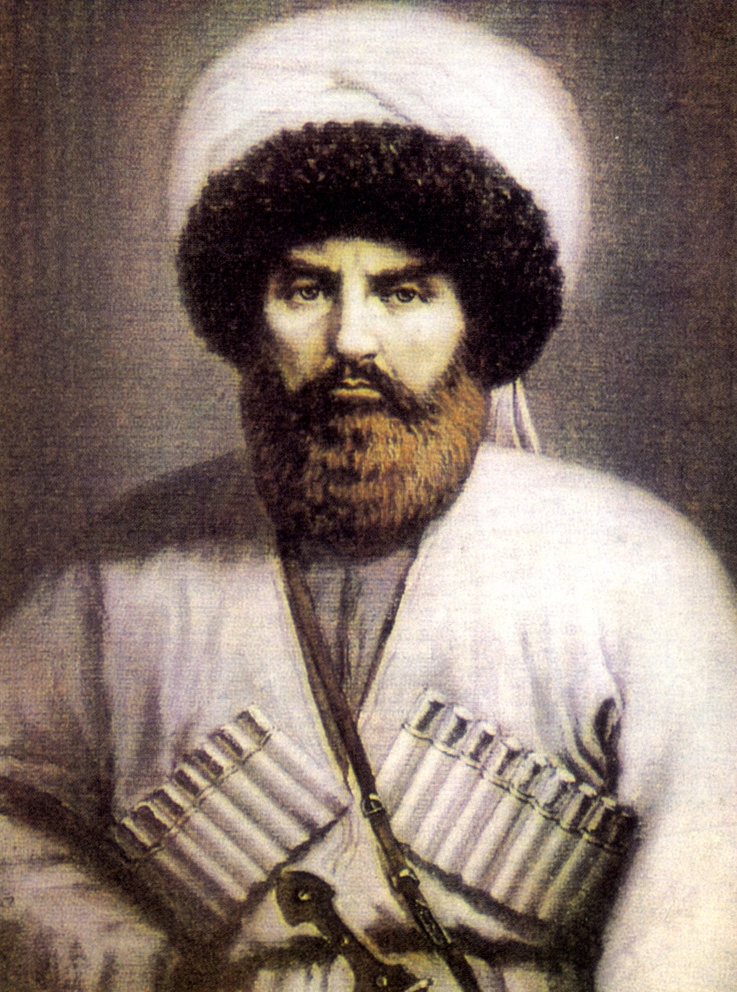
Имам Шамиль

Одним из немногих кому удалось избежать смерти, из числа защитников башен, был Шамиль — будущий имам Чечни и Дагестана, сумевший вырваться из окруженной башни. При этом Шамиль зарубил нескольких солдат и сам был тяжело ранен штыком в грудь.
А. Ф. Рукевич — офицер Эриванского полка, в своих воспоминаниях сообщает:

После упорного сопротивления башня была взята нашими войсками, и все защитники вместе с самим Кази-Муллой переколоты, но один, совсем почти юноша, прижатый к стене штыком сапера, кинжалом зарезал солдата, потом выдернул штык из своей раны, перемахнул через трупы и спрыгнул в пропасть, зиявшую возле башни. Произошло это на глазах всего отряда. Барон Розен, когда ему донесли об этом, сказал:
— Ну, этот мальчишка наделает нам со временем хлопот….— Из воспоминаний старого эриванца Исторический вестник. № 9 1914г.
После пленения Шамиля М. Н. Чичагова — супруга полковника М. Чичагова, который был приставлен к Шамилю в период его жизни в Калуге, составила и опубликовала биографический очерк. Эпизод со смертью Гази-Мухаммада, со слов Шамиля выглядел следующим образом:

« Тогда Кази-Магомед сказал Шамилю „Здесь нас всех перебьют, и мы погибнем, не сделав вреда неверным, лучше выйдем и умрём, пробиваясь“. С этими словами он, надвинув на глаза шапку, бросился из дверей. Только что он выбежал из башни, как солдат ударил его в затылок камнем. Кази-Магомед упал и тут же был заколот штыками. Шамиль, видя, что против дверей стояли два солдата с прицеленными ружьями, в одно мгновение прыгнул из дверей и очутился сзади обоих. Солдаты тотчас повернулись к нему, но Шамиль изрубил их. Третий солдат побежал от него, но он догнал и убил его. В это время четвёртый солдат воткнул ему в грудь штык, так что конец вошёл ему в спину. Шамиль, схватив правою рукою дуло ружья левою изрубил солдата (он был левша), выдернул штык и, зажав рану, начал рубить в обе стороны, но никого не убил, потому что солдаты от него отбегали, поражённые его отвагой, а стрелять боялись, чтобы не ранить своих, окружавших Шамиля.„ — Чичагова М. Н. Шамиль на Кавказе и в России. 1889. Гл. 2.
Во всеподданнейшем рапорте барона Розена из лагеря при селе Гимры от 25 октября 1832 года говорилось:

“Неустрашимость, мужество и усердие войск вашего и.в. начальству моему всемилостивейше вверенных, преодолев все преграды самой природой в огромном виде устроенные и руками с достаточным военным соображением укрепленные, несмотря на суровость горного климата, провели их, чрез непроходимые доселе хребты и ущелья Кавказа, до неприступной Гимри, соделавшейся с 1829 г. гнездилищем всех замыслов и восстаний дагестанцев, чеченцев и других горских племен, руководимых Кази-муллою, известным своими злодеяниями, хитростью, изуверством и смелою военною предприимчивостью… Погибель Кази-муллы, взятие Гимров и покорение койсубулинцев, служа разительным примером для всего Кавказа, обещают ныне спокойствие в Горном Дагестане» — Казиев Шапи Магомедович «Имам Шамиль», стр. 14

### Список находившихся в башне

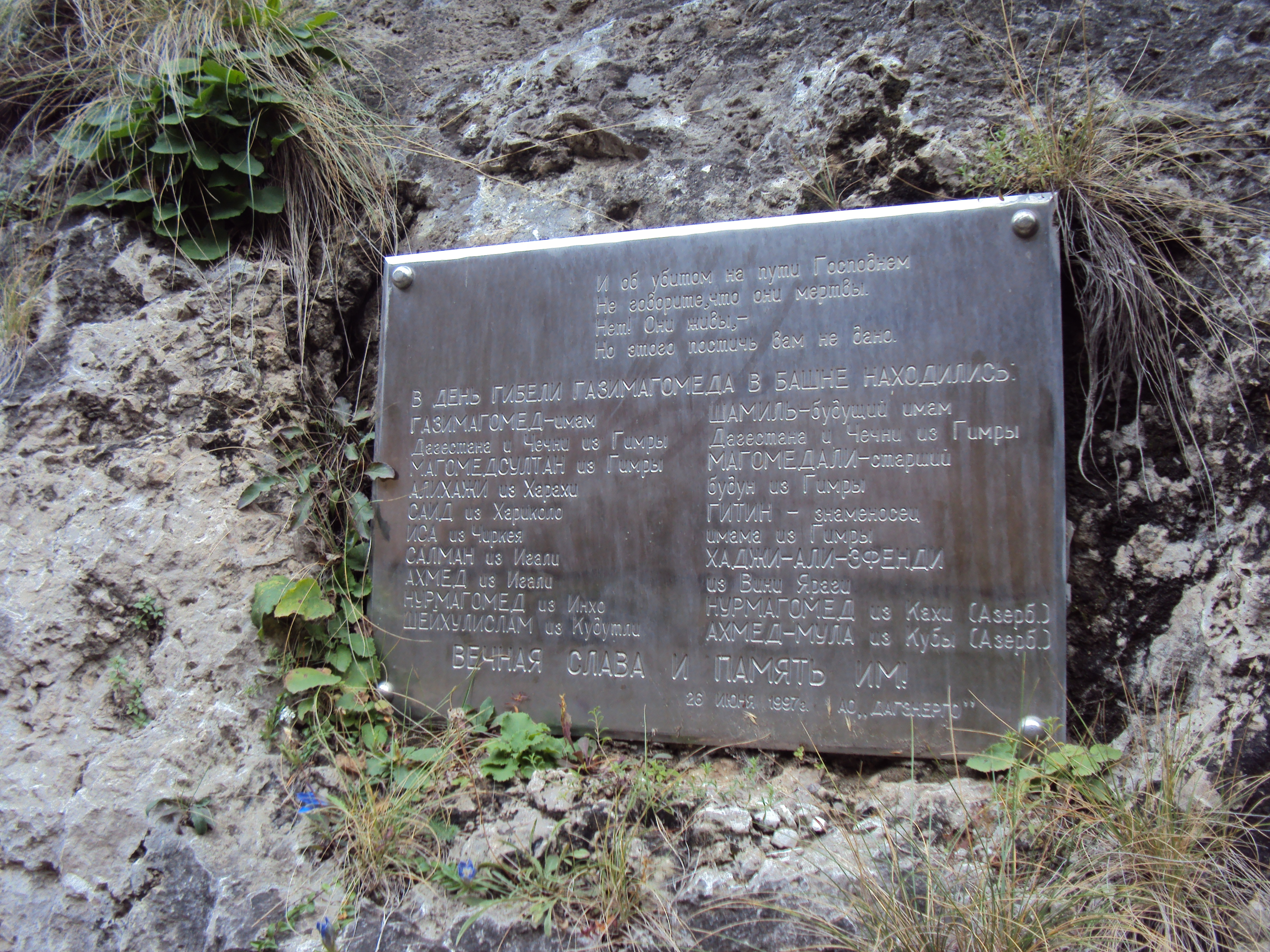
Табличка на башне с именами её защитников

1. Газимагомед — первый имам Дагестана и Чечни, из Гимров
2. Шамиль — будущий имам Дагестана и Чечни, из Гимров
3. Магомедсултан — двоюродный брат имама Шамиля, из Гимров
4. Магомедали — старший муэдзин села Гимры
5. Гитин — знаменосец имама, из Гимров
6. Алихаджи — наиб из Харахи
7. Саид — наиб из Хариколо
8. Хаджи-Али-Эфенди — наиб из Вини Яраг
9. Иса — наиб из Чиркея
10. Салман — наиб из Игали
11. Нурмагомед — наиб из Инхо
12. Шейхулислам — наиб из Кудутли
13. Нурмагомед — наиб из Кахи (Азерб.)
14. Ахмед-Мула — наиб из Кубы (Азерб.)
15. Ахмед — наиб из Игали

Хаджи-Али-Эфенди из Ярага, Ахмед-Мула из Кубы, Нурмагомед из Каха были лезгинами – мухаджирами, а остальные местными аварцами.

## Реконструкция
Та самая, первая, башня не сохранилась, от неё остались только руины фундамента. Но в 1997 году на том же месте была построена новая Гимринская башня. Внутри неё совершенно пусто, можно подняться по деревянной лестнице до крыши, с которой открывается красивый вид на окрестности. Новое сооружение оборудовано бойницами и имеет смотровую площадку, оно внешне похоже на разрушенную когда-то старинную башню. Вокруг установлены мемориальные таблички, на одной из которых есть такие слова: «Здесь приземлился имам Шамиль после прыжка из сакли в день гибели первого имама Дагестана и Чечни Гази-Магомеда».